# شعبان ترستنا
شعبان ترستنا (آلبانیایی: Shaban Tërstena؛ زادهٔ ۱ ژانویهٔ ۱۹۶۵) کشتی‌گیر اهل مقدونیه شمالی بود.
وی در مسابقات کشوری و بین‌المللی در مجموع برندهٔ ۶ مدال طلا، ۵ مدال نقره، ۳ مدال برنز شده‌است.
وی در بازی‌های المپیک تابستانی ۱۹۸۴ در مگس وزن کشتی آزاد توانست مدال طلا کسب کند.